# Municipio de Silver Creek (Míchigan)
El municipio de Silver Creek (en inglés: Silver Creek Township) es un municipio ubicado en el condado de Cass en el estado estadounidense de Míchigan. En el año 2010 tenía una población de 3218 habitantes y una densidad poblacional de 36,31 personas por km².

## Geografía
El municipio de Silver Creek se encuentra ubicado en las coordenadas 42°1′39″N 86°10′31″O / 42.02750, -86.17528. Según la Oficina del Censo de los Estados Unidos, el municipio tiene una superficie total de 88.63 km², de la cual 82,77 km² corresponden a tierra firme y (6,62 %) 5,86 km² es agua.

## Demografía
Según el censo de 2010, había 3218 personas residiendo en el municipio de Silver Creek. La densidad de población era de 36,31 hab./km². De los 3218 habitantes, el municipio de Silver Creek estaba compuesto por el 89,99 % blancos, el 1,24 % eran afroamericanos, el 1,8 % eran amerindios, el 0,12 % eran asiáticos, el 4,6 % eran de otras razas y el 2,24 % eran de una mezcla de razas. Del total de la población el 9,66 % eran hispanos o latinos de cualquier raza.